# Jacoma Antonia Camilla Veronese
Jacoma Antonia Camilla Veronese, detta Camilla (1735 – 20 luglio 1768), è stata un'attrice teatrale italiana, esponente della commedia dell'arte.
Figlia del commediografo ed attore, Carlo Veronese, e cortigiana, debuttò come danzatrice il 21 maggio 1744.
Negli anni seguenti ottenne svariati ruoli da attrice, anche nelle opere drammaturgiche del padre, con rappresentazioni giornaliere ed un grande successo di pubblico.
Visse molti anni assieme al Conte d'Egreville, fu amante anche del Conte di Melfort, morì nelle braccia dell'ultimo amico Jules D. Cromot, Barone di Bourg.

## Fonti e riferimenti
- "Parfaict Dictionnaire" (1767)
- "Bilderlexikon der Erotik" (1928-1931) del "Wiener Institut für Sexualforschung"